# Neuropéptido activador de la biosíntesis de feromonas
El neuropéptido de activación de la biosíntesis de feromonas (PBAN) es una neurohormona (miembro de la familia de neuropéptidos PBAN / pirocinina) que activa la biosíntesis de las feromonas en las polillas. Las hembras de polilla liberan PBAN en su hemolinfa durante la escotofase para estimular la biosíntesis de la feromona única que atraerá a los machos conespecíficos. La liberación de PBAN se reduce drásticamente después del apareamiento, lo que contribuye a la pérdida de la receptividad femenina.
En Agrotis ipsilon (gusano cortador negro), se ha demostrado que la hormona juvenil ayuda a inducir la liberación de PBAN que influye en la producción de feromonas y la capacidad de respuesta en hembras y machos, respectivamente. En Helicoverpa assulta (Noctuidae), el ritmo circadiano de la producción de feromonas está estrechamente asociado con la liberación de PBAN.

## Mecanismo molecular de acción
Los mecanismos reguladores precisos que ejerce el PBAN en los diferentes pasos de la biosíntesis de las feromonas aún no se han determinado. Sin embargo, el receptor de este neuropéptido ya ha sido clonado. El receptor pertenece a los receptores acoplados a la proteína G, y su activación conduce a un aumento de los niveles de calcio intracelular. De acuerdo con los efectos de la alteración génica en la síntesis de feromonas de bombicol (el componente principal de las feromonas del gusano de seda Bombyx mori y la polilla del gusano del maíz), el aumento en los niveles de calcio intracelular se activa para activar diferentes enzimas clave de los últimos pasos de la biosíntesis de la feromona